# Winona Ryder
Winona Laura Horowitz, ismertebb nevén Winona Ryder (Winona, Minnesota, 1971. október 29. –) Golden Globe-díjas amerikai színésznő, filmproducer.
Pályafutása során egy Golden Globe-díjat nyert, továbbá két Oscar-díjra, egy BAFTA-díjra és négy Screen Actors Guild-díjra jelölték.
1986-ban debütált a Lucas és a szerelem című romantikus filmben, majd Tim Burton Beetlejuice – Kísértethistória (1988) című horror-vígjátéka tette ismert színésznővé. További hírnevet szerzett a Gyilkos játékok (1988), a Sellők (1990), az Ollókezű Edward (1990) és a Drakula (1992) című filmekkel. Az ártatlanság kora (1993) és a Kisasszonyok (1994) című történelmi drámákkal két Oscar-jelölést kapott. Az 1990-es évek folyamán feltűnt még a Nyakunkon az élet (1994), A szerelem színei (1995), az Alien 4. – Feltámad a Halál (1997) és az Észvesztő (1999) című filmekben.
A 2000-es években karrierje hanyatlásnak indult, részben a nagy sajtóvisszhangot kiváltó, bolti lopás miatti 2001-es letartóztatása miatt. 2009-ben tért vissza a mozivászonra a Star Trekkel. 2010-ben két Screen Actors Guild-jelölést kapott: a Mikor a szerelem nem elég: a Louis Wilson sztori című tévéfilmmel és a Fekete hattyú többi szereplőjével közösen. 2012-ben ismét Burtonnel dolgozott együtt, ezúttal szinkronszínészként a Frankenweenie – Ebcsont beforr című animációs filmben. 2016-tól a Netflix Stranger Things című sorozatában játszik főszerepet, Golden Globe- és Screen Actors Guild-jelöléseket szerezve.
Magánélete – beleértve párkapcsolatát Johnny Depp-pel az 1990-es évek elején, majd 2001-es bírósági ügyét – a bulvársajtó kedvelt témája volt. A színésznő nyíltan vallott a szorongás és a depresszió elleni küzdelméről. 2000-ben saját csillagot kapott a hollywoodi hírességek sétányán.

## Fiatalkora és családja
Winona Ryder Winonában, Minnesotában született, a Winona nevet szülővárosáról kapta, a Laurát pedig Aldous Huxley feleségéről, Laura Huxley-ről, akivel szülei barátságban voltak. Kaliforniában nőtt fel. 13 éves korától játszott az American Conservatory Theater színpadán San Franciscóban.

## Pályafutása
Első filmszerepét 1986-ban kapta a Lucas és a szerelem című filmben. Filmes szerepei mellett hallható a hangja A Simpson család és a Dr. Katz című rajzfilmsorozatokban is. Szerepelt a Jóbarátok egyik epizódjában is. Számos díjat kapott már, emellett volt zsűritag a cannes-i fesztiválon és kuratóriumi tagja egy alapítványnak, amely az indián kultúra megőrzését segíti.
1999-ben nemcsak főszereplője, hanem producere is volt az Észvesztő című filmnek. Ez volt második produceri munkája, az első egy dokumentumfilm volt a szexuális rabszolgaságban tartott indiai gyermekekről.
Kétszer jelölték Oscar-díjra: a Kisasszonyok (1994) és Az ártatlanság kora (1993) című filmekben nyújtott teljesítményéért. Az utóbbi filmért Golden Globe-díjat kapott. Golden Globe-díjra jelölték még két alkalommal, a Sellők (1990) című filmért és a Stranger Things első évadában nyújtott alakításáért (2017).
A 2000-es évek közepén zajló bírósági ügye miatt senki nem mert biztosítást kötni vele, így karrierjében véget értek a nagy szerepek, és csak kisebb mellékszerepekben tűnt fel ezután, de ezekben is csak az ügy végleges jogi lezárása után 2006-tól. Az első szerepe az ügy után a Kamera által homályosan (2006) című sci-fiben volt, de játszott a Pippa Lee négy élete (2009), a Fekete hattyú (2010) és a Star Trek (2009) című filmekben is.
Később újra hírnévre tett szert a 2016-ban induló Stranger Things című Netflix-sorozatban nyújtott alakításával.

## Magánélete
1989 júniusában ismerkedett meg Johnny Depp színésszel, akivel két hónappal később randevúzni kezdtek. 1993-ban szakítottak. Később két évig volt Matt Damon barátnője. 2011 óta Scott Mackinlay Hahn divattervezővel van párkapcsolatban.

### Bírósági ügye
2001-ben egy közel hatezer dollár értékben elkövetett bolti lopás miatt irányult rá a közfigyelem. Az ügynek évekig tartó sajtóvisszhangja volt a bulvármédiában, miután ennyi ideig húzódott a jogi procedúra. A színésznő tettét kleptomániájával magyarázták, ugyanakkor az őt feltartóztató őr tanúvallomása szerint neki „szerepgyakorlatként” indokolta a lopást, később viszont a színésznő azt mondta, hogy gyógyszerek hatása miatt lopott. 2002-ben végül próbára bocsátás mellett kártérítésre és közmunkára ítélték.

## Filmográfia

### Film
| Év   | Magyar cím                        | Eredeti cím                             | Szerep                          | Magyar hang        | Rendező              |
| ---- | --------------------------------- | --------------------------------------- | ------------------------------- | ------------------ | -------------------- |
| 1986 | Lucas és a szerelem               | Lucas                                   | Rina                            | Simonyi Piroska    | David Seltzer        |
| 1987 | Amerikai kánkán                   | Square Dance                            | Gemma Dillard                   |                    | Daniel Petrie        |
| 1988 | Beetlejuice – Kísértethistória    | Beetlejuice                             | Lydia Deetz                     | Csellár Réka       | Tim Burton (1)       |
| 1988 | Ezerkilencszázhatvankilenc        | 1969                                    | Beth Karr                       | Molnár Ilona       | Ernest Thompson      |
| 1989 | Gyilkos játékok                   | Heathers                                | Veronica Sawyer                 | Kisfalvi Krisztina | Michael Lehmann      |
| 1989 | A rock 'n' roll ördöge            | Great Balls of Fire!                    | Myra Gale Lewis                 | Somlai Edina       | Jim McBride          |
| 1990 | Siker teszi az embert             | Welcome Home, Roxy Carmichael           | Dinky Bossetti                  | Somlai Edina       | Jim Abrahams         |
| 1990 | Ollókezű Edward                   | Edward Scissorhands                     | Kim Boggs                       | Götz Anna          | Tim Burton (2)       |
| 1990 | Sellők                            | Mermaids                                | Charlotte Flax                  | Somlai Edina       | Richard Benjamin     |
| 1991 | Éjszaka a Földön                  | Night on Earth                          | Corky, a taxisofőr              |                    | Jim Jarmusch         |
| 1992 | Drakula                           | Bram Stoker's Dracula                   | Wilhelmina "Mina" Murray        | Somlai Edina       | Francis Ford Coppola |
| 1993 | Az ártatlanság kora               | The Age of Innocence                    | May Welland                     | Somlai Edina       | Martin Scorsese      |
| 1993 | A kísértetház                     | The House of the Spirits                | Blanca Trueba                   | Pápai Erika        | Bille August         |
| 1993 | A kísértetház                     | The House of the Spirits                | Blanca Trueba                   | Földes Eszter      | Bille August         |
| 1994 | Nyakunkon az élet                 | Reality Bites                           | Lelaina Pierce                  | Tóth Ildikó        | Ben Stiller (1)      |
| 1994 | Kisasszonyok                      | Little Women                            | Josephine "Jo" March            | Somlai Edina       | Gillian Armstrong    |
| 1995 | A szerelem színei                 | How to Make an American Quilt           | Finn Dodd                       | Huszárik Kata      | Jocelyn Moorhouse    |
| 1996 | Fiúk                              | Boys                                    | Patty Vare                      |                    | Stacy Cochran        |
| 1996 | Richard nyomában (dokumentumfilm) | Looking for Richard                     | Lady Anne                       | Pikali Gerda       | Al Pacino            |
| 1996 | A salemi boszorkányok             | The Crucible                            | Abigail Williams                | Kiss Eszter        | Nicholas Hytner      |
| 1997 | Alien 4. – Feltámad a Halál       | Alien Resurrection                      | Annalee Call                    | Orosz Anna         | Jean-Pierre Jeunet   |
| 1998 | Sztárral szemben                  | Celebrity                               | Nola                            | Huszárik Kata      | Woody Allen          |
| 1999 | Észvesztő                         | Girl, Interrupted                       | Susanna Kaysen                  | Gubás Gabi         | James Mangold        |
| 1999 | A John Malkovich menet            | Being John Malkovich                    | önmaga (archív felvétel)        |                    | Spike Jonze          |
| 2000 | Ősz New Yorkban                   | Autumn in New York                      | Charlotte Fielding              | Gubás Gabi         | Joan Chen            |
| 2000 | Sátáni játszma                    | Lost Souls                              | Maya Larkin                     | Orosz Anna         | Janusz Kamiński      |
| 2001 | Zoolander, a trendkívüli          | Zoolander                               | önmaga (cameo)                  |                    | Ben Stiller (2)      |
| 2002 | A kismenő                         | Mr. Deeds                               | Babe Bennett / Pam Dawson       | Nagy-Kálózy Eszter | Steven Brill         |
| 2002 | Simone                            | Simone                                  | Nicola Anders                   | Zsigmond Tamara    | Andrew Niccol        |
| 2003 |                                   | The Day My God Died (dokumentumfilm)    | narrátor                        |                    | Andrew Levine        |
| 2004 | A szív csalfa vágyai              | The Heart Is Deceitful Above All Things | pszichológus                    |                    | Asia Argento         |
| 2006 | Darwin-díj – Halni tudni kell!    | The Darwin Awards                       | Siri Taylor                     | Zsigmond Tamara    | Finn Taylor          |
| 2006 | Kamera által homályosan           | A Scanner Darkly                        | Donna Hawthorne                 | Huszárik Kata      | Richard Linklater    |
| 2007 |                                   | The Ten                                 | Kelly LaFonda                   |                    | David Wain           |
| 2007 | Szex és halál kezdőknek           | Sex and Death 101                       | Gillian De Raisx / Death Nell   | Götz Anna          | Daniel Waters        |
| 2007 |                                   | Welcome (rövidfilm)                     | Cynthia                         |                    | Kirsten Dunst        |
| 2008 | Az utolsó szó                     | The Last Word                           | Charlotte Morris                |                    | Geoffrey Haley       |
| 2008 | Az informátorok                   | The Informers                           | Cheryl Laine                    | Ruttkay Laura      | Gregor Jordan        |
| 2009 |                                   | Water Pills (rövidfilm)                 | Carrie                          |                    | Blake Soper          |
| 2009 | Pippa Lee négy élete              | The Private Lives of Pippa Lee          | Sandra Dulles                   | Pálfi Kata         | Rebecca Miller       |
| 2009 | Újra a gimiben                    | Stay Cool                               | Scarlet Smith                   | Huszárik Kata      | Michael Polish       |
| 2009 | Star Trek                         | Star Trek                               | Amanda Grayson (cameo)          | Németh Kriszta     | J. J. Abrams         |
| 2010 | Fekete hattyú                     | Black Swan                              | Beth MacIntyre / The Dying Swan | Pikali Gerda       | Darren Aronofsky     |
| 2011 | A dilemma                         | The Dilemma                             | Geneva Backman                  | Bogdányi Titanilla | Ron Howard           |
| 2012 | Frankenweenie – Ebcsont beforr    | Frankenweenie                           | Elsa Van Helsing (hangja)       | Berkes Boglárka    | Tim Burton (3)       |
| 2012 |                                   | The Letter                              | Martine                         |                    | Jay Anania           |
| 2012 | A jégember                        | The Iceman                              | Deborah Kuklinski               |                    | Ariel Vromen         |
| 2013 | Harcban élve                      | Homefront                               | Sheryl Mott                     | Zakariás Éva       | Gary Fleder          |
| 2015 |                                   | Experimenter                            | Sasha Menkin Milgram            |                    | Michael Almereyda    |
| 2018 | Végállomás: esküvő                | Destination Wedding                     | Lindsay                         | Nemes Takách Kata  | Victor Levin         |
| 2022 | Éjszakai csapda                   | Gone in the Night                       | Kath                            | Zsigmond Tamara    | Eli Horowitz         |
| 2023 | Kísértetkastély                   | Haunted Mansion                         | Pat                             | Zsigmond Tamara    | Justin Simien        |
| 2024 | Beetlejuice Beetlejuice           | Beetlejuice Beetlejuice                 | Lydia Deetz                     | Pálfi Kata         | Tim Burton (4)       |

### Televízió
| Év        | Magyar cím                                       | Eredeti cím                                    | Szerep                    | Megjegyzések                                        |
| --------- | ------------------------------------------------ | ---------------------------------------------- | ------------------------- | --------------------------------------------------- |
| 1994      | A Simpson család                                 | The Simpsons                                   | Allison Taylor (hangja)   | 1 epizód                                            |
| 1996      |                                                  | Dr. Katz, Professional Therapist               | Winona (hangja)           | 1 epizód                                            |
| 1998      |                                                  | The Larry Sanders Show                         | önmaga                    | 1 epizód                                            |
| 2000      |                                                  | Strangers with Candy                           | Fran                      | 1 epizód                                            |
| 2001      | Jóbarátok                                        | Friends                                        | Melissa Warburton         | - 1 epizód - magyar hangja:[forrás?] - Zakariás Éva |
| 2002      | Saturday Night Live                              | Saturday Night Live                            | házigazda                 | 1 epizód                                            |
| 2010      | Mikor a szerelem nem elég: a Louis Wilson sztori | When Love Is Not Enough: The Lois Wilson Story | Lois Wilson               | tévéfilm                                            |
| 2013–2014 | Tömény történelem                                | Drunk History                                  | Mary Dyer / Peggy Shippen | 2 epizód                                            |
| 2014      |                                                  | Turks & Caicos                                 | Melanie Fall              | tévéfilm                                            |
| 2015      | Mutassatok egy hőst!                             | Show Me a Hero                                 | Vinni Restiano            | minisorozat (4 epizód)                              |
| 2016–     | Stranger Things                                  | Stranger Things                                | Joyce Byers               | főszereplő                                          |
| 2020      | Összeesküvés Amerika ellen                       | The Plot Against America                       | Evelyn Finkel             | 6 epizód                                            |
| 2020      | Sarah Cooper: Minden rendben                     | Sarah Cooper: Everything's Fine                | Lacey Groin               | különkiadás                                         |

### Videóklipek
| Év   | Előadó                      | Cím                                                       | Szerep                   |
| ---- | --------------------------- | --------------------------------------------------------- | ------------------------ |
| 1989 | Mojo Nixon & Skid Roper     | "Debbie Gibson Is Pregnant with My Two-Headed Love Child" | terhes Debbie Gibson     |
| 1990 | Cher                        | "The Shoop Shoop Song (It's in His Kiss)"                 | önmaga / Charlotte Flax  |
| 1992 | Annie Lennox                | "Love Song for a Vampire"                                 | Wilhelmina "Mina" Murray |
| 1993 | Crowded House               | "Locked Out"                                              | önmaga                   |
| 1998 | Jon Spencer Blues Explosion | "Talk About the Blues"                                    | Jon Spencer              |
| 2012 | The Killers                 | "Here with Me"                                            | Wax Girl                 |

## Fontosabb díjak, jelölések
- Oscar-díj

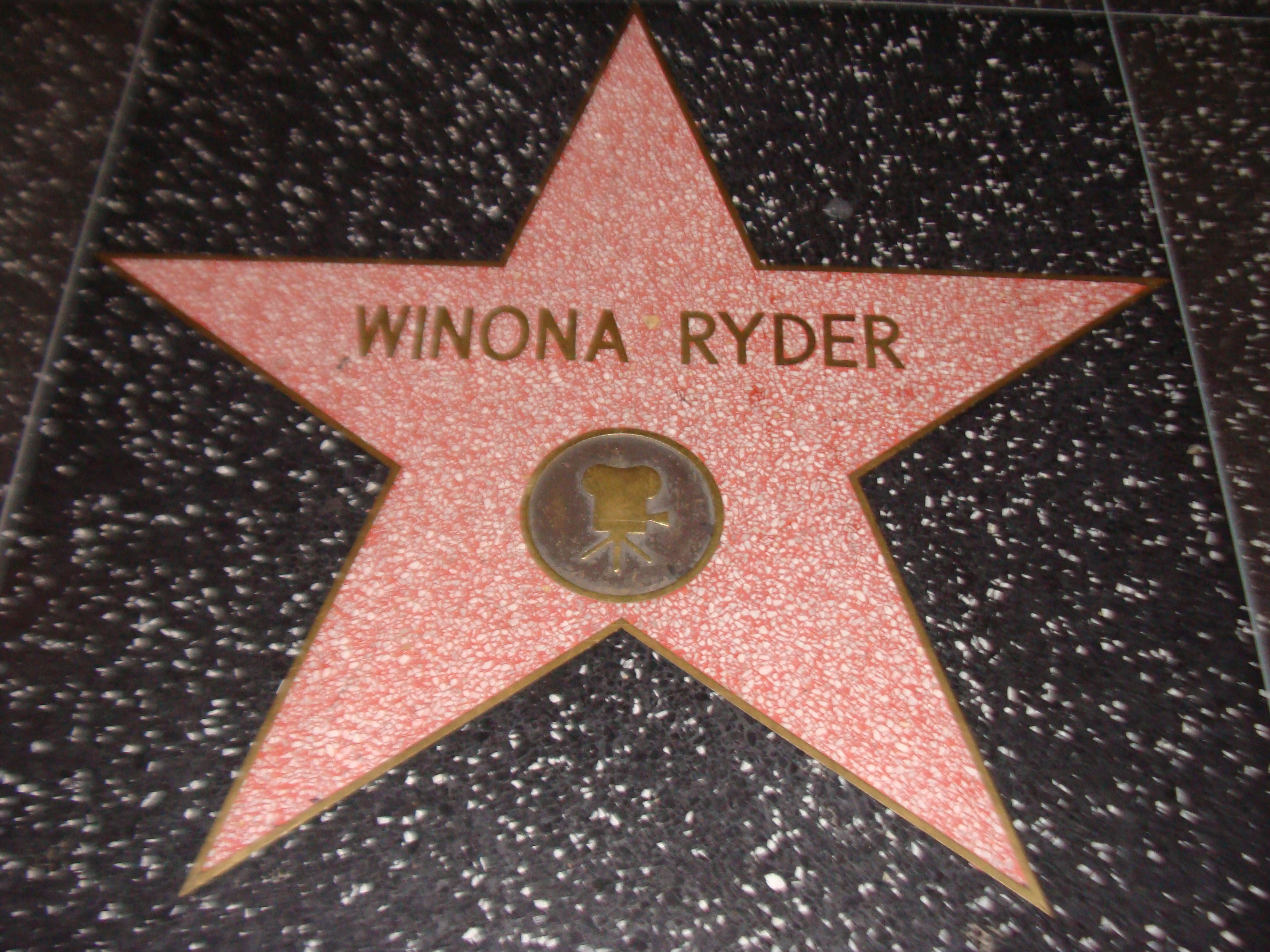
Winona Ryder 2000. október 6-án csillagot kapott Hollywoodban a Hírességek sétányán

  - 1994 jelölés: legjobb női főszereplő (Kisasszonyok)
  - 1995 jelölés: legjobb női mellékszereplő (Az ártatlanság kora)
- Golden Globe-díj
  - 1991 jelölés: legjobb női mellékszereplőnek (Sellők)
  - 1994 díj: legjobb női mellékszereplőnek (Az ártatlanság kora)
  - 2017 jelölés: legjobb női főszereplő (drámasorozat) (Stranger Things)
- Screen Actors Guild-díj
  - 1996 jelölés: Legjobb szereplőgárda (mozifilm) (A szerelem színei)
  - 2011 jelölés: Legjobb szereplőgárda (mozifilm) (Fekete hattyú)
  - 2011 jelölés: Legjobb színésznő (minisorozat vagy tévéfilm) (When Love Is Not Enough: The Lois Wilson Story)
  - 2017 jelölés: Legjobb színésznő (drámasorozat) (Stranger Things)
  - 2017 díj, 2018, 2020 jelölés: Legjobb szereplőgárda (drámasorozat) (Stranger Things)
- Sant Jordi-díj
  - 1992 díj: legjobb külföldi színésznő (Ollókezű Edward)